# 주보보폴랸스키군

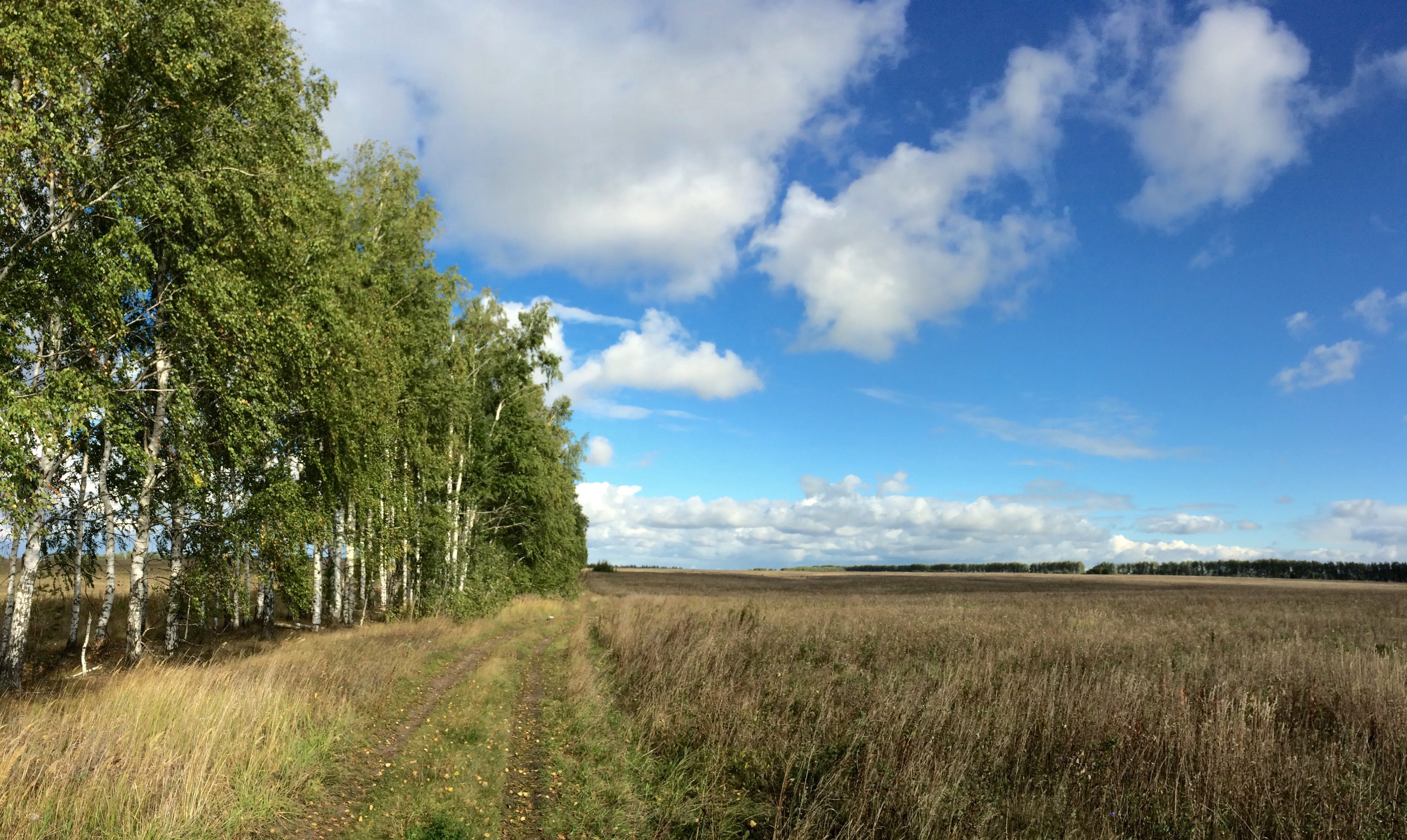

주보보폴랸스키군(러시아어: Зубово-Полянский район)은 모르도바 공화국 남서쪽에 위치한 군이다. 1928년 7월 16일에 설치되었다. 인구는 6만8,800명(러시아인 3만700명, 모르도바인(모크샤인) 3만4,400명)이다. 면적은 2710km2이다(모르도바 공화국에서 가장 큰 군임). 중심지는 주보바폴랴나(Зубова Поляна)이다. 주보바폴랴나는 1679년에 세워졌다. 현재 군수는 빅토르 키댜예프(Виктор Борисович Кидяев)이다.
우편 번호: 431110, 전화 번호: 83458.